# نيكولتشوفتسي
نيكولتشوفتسي (بالبلغارية: Николчовци)‏ قرية تقع إدارياً ضمن بلدية غابروفو ‏ في بلغاريا. ويبلغ عدد سكانها 32 نسمة حسب تعداد 15 مارس 2015. تعتمد نيكولتشوفتسي للبريد على الرمز البريدي 5345.